# Episodi di Un ciclone in convento (ottava stagione)
L'ottava stagione di Un ciclone in convento è stata trasmessa sul canale tedesco Das Erste dal 23 dicembre 2008 al 12 maggio 2009.
In Italia è andata in onda dal 25 agosto al 5 settembre 2009 su Rai 1 fino all'episodio 9 mentre i restanti sono stati trasmessi nell'estate 2011. Da segnalare l'episodio Piccolo Grande Amore che vede una breve comparsa di Sorella Lotte.
| n° | Titolo originale              | Titolo italiano           | Prima TV originale | Prima TV Italia  |
| -- | ----------------------------- | ------------------------- | ------------------ | ---------------- |
| 1  | Liebestöter                   | La partita di pallone     | 23 dicembre 2008   | 25 luglio 2009   |
| 2  | Ausgebrannt                   | La mazzetta               | 17 febbraio 2009   | 1º agosto 2009   |
| 3  | Bei Nacht und Nebel           | Il mercato delle mogli    | 24 febbraio 2009   | 1º agosto 2009   |
| 4  | Mein ist die Rache            | La bibbia di Gutenberg    | 3 marzo 2009       | 15 agosto 2009   |
| 5  | Der letzte Strohhalm          | Impronte digitali         | 10 marzo 2009      | 22 agosto 2009   |
| 6  | Zwei Fliegen mit einer Klappe | Due piccioni con una fava | 17 marzo 2009      | 22 agosto 2009   |
| 7  | Glück im Unglück              | La bibbia scomparsa       | 24 marzo 2009      | 29 agosto 2009   |
| 8  | Künstlerpech                  | Il patto                  | 7 aprile 2009      | 29 agosto 2009   |
| 9  | Die große Liebe               | Piccolo grande amore      | 14 aprile 2009     | 5 settembre 2009 |
| 10 | Abschied für immer            | Poesie d'amore            | 21 aprile 2009     | 6 agosto 2011    |
| 11 | Zwergschule                   | Una scuola in convento    | 28 aprile 2009     | 8 agosto 2011    |
| 12 | Wohltäter der Menschheit      | Questione di confini      | 5 maggio 2009      | 9 agosto 2011    |
| 13 | Toter Mann                    | I biscotti della salvezza | 12 maggio 2009     | 10 agosto 2011   |